# Teucholabis (Euparatropesa) witteana
Teucholabis (Euparatropesa) witteana is een tweevleugelige uit de familie steltmuggen (Limoniidae). De soort komt voor in het Afrotropisch gebied.